# 尖果洼瓣花
尖果洼瓣花（学名：Lloydia oxycarpa），为百合科洼瓣花属下的一个植物种。